# Marschbefehl zur Hölle (1960)
Marschbefehl zur Hölle ist ein US-amerikanischer Kriegsfilm von Burt Topper aus dem Jahr 1960. Er spielt in der Zeit kurz vor Ende des Koreakrieges. In Deutschland hatte der Film am 15. Dezember 1961 seine Kino-Premiere.

## Handlung
Im Koreakrieg soll eine amerikanische Einheit einen feindlichen Bunker zerstören. Während des Kampfes versteckt sich Sergeant Keefer, seine Kameraden werden alle getötet, können den Bunker aber noch nehmen. Bei seiner Rückkehr wird Keefer als Held gefeiert. Er bezeichnet seine gefallenen Kameraden als Feiglinge. Sein Vorgesetzter, Lieutenant Hallen, kommt der Wahrheit jedoch auf die Spur. Um seine Tapferkeitsmedaille zu behalten, erschießt Keefer ihn.
Keefer erhält das Kommando über eine Kampfgruppe. Ihm wird mitgeteilt, dass Waffenstillstand herrscht. Trotzdem lässt Keefer seine von der Waffenruhe nichts wissenden Männer angreifen und die ahnungslosen Feinde töten. Sergeant Garth, der mit den Kommunisten sympathisiert und auch die Wahrheit über Keefers Rolle bei der Bunkererstürmung kennt, tötet Keefer. Zusammen mit dem koreanischen Mädchen Yung Chi, das bei der Aktion gerettet wurde, kehrt Garth zu den Linien der UNO zurück. Obwohl er von Keefers Betrug erzählen will, tut er es nicht und ermöglicht so die posthume Ehrung des Sergeants.

## Kritiken
Das Lexikon des internationalen Films beschreibt den Film als „gutgemeinter, aber keineswegs gut gemachter Antikriegsfilm“.

## Hintergrund
Die Produktion der Allied Artists hatte ein geschätztes Budget von 47.000 US-Dollar.
Auf Grund seiner kontroversen Thematik (Feigheit vor dem Feind, Betrug und Verrat eines US-Soldaten) wurde der Film in den USA fast drei Jahre zurückgehalten. Hier erschien er erst am 23. Oktober 1963, nachdem Audie Murphy einen Prolog gedreht hatte, in dem er erklärte, dass sich die fiktive Geschichte nur um einen Soldaten und einen Zug handele, nicht um das ganze US-Kontingent.
Im Mai 1961 gewann der Film bei den Internationalen Filmfestspielen in Cannes einen Spezialpreis für Filme „außer Konkurrenz“.